# Google Chrome
Google Chrome er en freeware webbrowser fra Google, der bruger WebKit-layout-motoren. Den blev først udgivet i en beta-version til Microsoft Windows den 2. september 2008. Google Chrome har ca. 64% markedsandel for web-browsere, hvilket gør den til den mest udbredte webbrowser, ifølge StatCounter.
I september 2008 udgav Google en stor del af Chromes kildekode, herunder JavaScript motoren V8, som et open source-projekt kaldet Chromium. V8-projektet blev delt ud og varetages af et særskilt hold i Danmark, der koordineres af Lars Bak i Århus.